# Уралтау (село)
Уралта́у (рос. Уралтау, башк. Урал-Тау) — село (колишнє селище) у складі Бєлорєцького району Башкортостану, Росія. Входить до складу Абзаковської сільської ради.
До 10 вересня 2007 року називалося село станції Урал-Тау.
Населення — 78 осіб (2010; 84 в 2002).
Національний склад:
- башкири — 97%